# 朱利安·丹尼森
朱利安·丹尼森（英語：Julian Dennison，2002年10月16日—）是一名紐西蘭男演員。他曾主演2013年電影《Shopping》，並因此贏得英國電影電視獎最佳男配角。他因在《神鬼嚎野人》（2016年）中飾演瑞奇·貝克（Ricky Baker）、在《死侍2》（2018年）中飾演羅素·柯林斯／火拳，以及在《聖誕大件事2》中飾演貝爾斯尼克而為人熟知。他還在2021年的《哥吉拉大戰金剛》中飾演喬許·瓦倫譚（Josh Valentine），並在電影《橄榄球骚乱》（2023年）中擔任主角。

## 生平
丹尼森在紐西蘭下哈特出生長大。他在四個孩子的家庭中排行第三，有一個雙胞胎兄弟名叫克里斯蒂安（Christian）。朱利安有毛利人血統，是泰努伊部落聯盟中Ngāti Hauā iwi（部落）的成員。他就讀於Naenae小學，在那裡他第一次參加試鏡，並在2013年的電影《Shopping》中得到了他的第一個角色。之後，他出演了澳大利亞電影《紙飛機》（2015年）。他後來就讀於上哈特的哈特國際男子學校。
丹尼森繼續從事演藝工作，並在紐西蘭運輸局為阻止藥後駕駛而製作的廣告中擔任角色。這則公益廣告在紐西蘭和澳洲引起網際網路的轟動，導演是塔伊加·維迪提，後來他邀請丹尼森出演他的電影《神鬼嚎野人》（2016年），不需要試鏡。這部電影後來成為紐西蘭迄今為止票房最高的電影，並廣受好評。
丹尼森在2018年電影《死侍2》中飾演羅素·柯林斯／火拳。他之所以被選中，是因為他在《神鬼嚎野人》中的演出，以及維迪提與《死侍》製片人的友誼。2020年，丹尼森與他人合演《聖誕大件事2》，飾演貝爾斯尼克，也為他的精靈造型配音；2021年，他在怪獸續集《哥吉拉大戰金剛》中擔任主要配角。2023年，他出演A24電影《Y2K》。
丹尼森於2023年在電影《橄榄球骚乱》中擔任主要角色。他的表演受到《世紀報》的讚賞，認為其「令人敬佩的克制」。在接受《郵報》採訪時，丹尼森表示他在《橄榄球骚乱》中擔任主角時，「我覺得我找到了自己的聲音」。2024年1月，丹尼森宣佈將在《馴龍高手》的真人重拍版中飾演魚腳司·英格馬（Fishlegs Ingerman）。

## 影視作品

### 電影
| 年分 | 標題               | 角色              | 備註                            |
| ---- | ------------------ | ----------------- | ------------------------------- |
| 2013 | 《Shopping》       | Solomon           |                                 |
| 2015 | 《紙飛機》         | 凱文              |                                 |
| 2016 | 《神鬼嚎野人》     | 瑞奇·貝克         |                                 |
| 2016 | 《Chronesthesia》  | Beni              | a.k.a. 《Love and Time Travel》 |
| 2018 | 《死侍2》          | 羅素·柯林斯／火拳 |                                 |
| 2020 | 《聖誕大件事2》    | 貝爾斯尼克        |                                 |
| 2021 | 《哥吉拉大戰金剛》 | 喬許·瓦倫譚       |                                 |
| 2023 | 《橄榄球骚乱》     | 喬許·瓦卡         |                                 |
| 2024 | 《Y2K》            | 丹尼              |                                 |
| 2025 | 《馴龍高手》       | 魚腳司·英格馬     | [ 13 ]                          |

### 電視
| 年分      | 標題                   | 角色       | 備註                    |
| --------- | ---------------------- | ---------- | ----------------------- |
| 2016      | 《Funny Girls》        | 他自己     |                         |
| 2019—至今 | 《奇怪妙妙屋》         | 皮爾斯     | 配音                    |
| 2024      | 《星際大戰：瑕疵小隊》 | Deke, Stak | 集數：「Paths Unknown」 |

## 外部連結
- 维基共享资源上的相關多媒體資源：朱利安·丹尼森
- 朱利安·丹尼森的Facebook專頁
- 朱利安·丹尼森在互联网电影资料库（IMDb）上的資料（英文）
- Julian Dennison （页面存档备份，存于） at NZ on Screen